# Друга лига Црне Горе у фудбалу 2016/17.
Друга лига Црне Горе У  сезони 2016/17 је било једанаесто по реду такмичење организовано од стране фудбалског савеза Црне Горе од оснивања 2006. и то је други степен такмичења у Црној Гори.
У сезони 2015/16. из лиге је испао Брсково из Мојковца, док је Могрен искључен из лиге. Умјесто њих, у Другу лигу су се пласирали Челик из Никшића и Отрант Олимпик из Улциња. У Прву лигу за сезону 2016/17. пласирало се Јединство из Бијелог Поља, као побједник Друге лиге.
Формат такмичења у Другој лиги у сезони 2016/17. остао је исти као и претходних година, игра се трокружним системом, свако са сваким кући и на страни по једном, док се распоред за трећи круг одређује на основу позиција на табели након прва два круга. На крају сезоне, побједник Друге лиге ће изборити пласман у Прву лигу за сезону 2016/17, док ће другопласирана и трећепласирана екипа играти у баражу са осмопласираном и деветопласираном екипом из Прве лиге на крају сезоне 2016/17, због скраћивања Прве лиге на 10 клубова, задња три клуба директно испадају у Другу лигу, док ће осмопласирана и деветопласирана екипа играти бараж за опстанак. На крају сезоне, из лиге испадају три последњепласирана клуба.

## Преглед сезоне
Сезона је почела 14 августа 2016. Након 13 одиграних кола, ФК Графичар, због недостатка финансијских средстава, није могао да организује двије утакмице и, према правилима фудбалског савеза Црне Горе, Графичар је искључен из Друге лиге. Такође, све утакмице које је одиграо Графичар су поништене. Комисија за такмичење фудбалског савеза Црне Горе, на сједници одржаној 18. новембра 2016. искључила је ФК Графичар из Друге лиге Црне Горе.
У оквиру 18 кола Друге лиге, све утакмице су завршене резултатом 0:0.
Сезона је завршена 27. маја 2017, титулу и пласман у Прву лигу освојио је Ком.

## Клубови у сезони 2016/17.
| Клуб              | Мјесто    | Стадион                  | Капацитет |
| ----------------- | --------- | ------------------------ | --------- |
| ФК Беране         | Беране    | Градски стадион          | 10.000    |
| ФК Братство       | Подгорица | Стадион Братства         | 1.000     |
| ФК Цетиње         | Цетиње    | Стадион Обилића пољана   | 5.000     |
| ФК Графичар       | Подгорица | Стадион на Конику        | 750       |
| ФК Ибар           | Рожаје    | Банџово брдо             | 2.500     |
| ФК Игало          | Игало     | Стадион Солила           | 1.600     |
| ФК Језеро         | Плав      | Стадион под Рацином      | 5.000     |
| ФК Ком            | Подгорица | Стадион Златица          | 3.000     |
| ФК Морнар         | Бар       | Стадион СРЦ Тополица     | 2.500     |
| ФК Отрант Олимпик | Улцињ     | Олимпијски стадион Улцињ | 1.500     |
| ФК Раднички       | Беране    | Градски стадион          | 10.000    |
| ФК Челик          | Никшић    | Стадион Челика           | 2.000     |

## Резултати
Домаћини су наведени у лијевој колони. Резултати трећег круга уписани су посебно.